# Малките войници
„Малките войници“ (на английски: Small Soldiers) е американски екшън филм от 1998 г. на режисьора Джо Данте, по сценарий на Гейвин Скот, Адам Рифкин, Тед Елиът и Тери Росио. Във филма участват Кирстен Дънст и Грегъри Смит, а озвучаващия състав се състои от Франк Лангела и Томи Лий Джоунс.
Премиерата на филма е в Съединените щати на 10 юли 1998 г., филмът получава смесени отзиви от критиката, и печели 87.5 млн. долара при бюджет от 40 млн. долара. Филмът отбелязва последната филмова роля на Фил Хартман, който беше убит два месеца преди премиерата на филма, и се посвещава в негова памет. Това е последната филмова роля на Клинт Уокър.